# Église Sainte-Brigide de Plappeville
L'église Sainte-Brigide de Plappeville est un édifice situé dans la commune de Plappeville, dans le département français de la Moselle en région Grand Est.

## Histoire
Le village est totalement détruit par les armées d'Henri l'Oiseleur en 923. Les moines de l'abbaye Saint-Symphorien font alors construire une chapelle de style roman dans laquelle il déposent les reliques de Sainte Brigide.
La chapelle va connaitre de nombreuses transformations au cours des siècles pour devenir une église. Elle est détruite en 1444 lors de la guerre qui oppose le roi Charles VII, le duc de Lorraine René 1er et la République messine. Elle est reconstruite en 1493.
Le 19 novembre 1944, à la suite de bombardements alliés, la voûte s'effondre et les vitraux de Charles-Laurent Maréchal (1801-1887) sont détruits et remplacés par des œuvres de Camille Hilaire (1916-2004).
Le 12 juin 2018, des dégâts sont constatés sur ces vitraux, et le 21 l'église est victime d'un incendie volontaire : l'autel et l'orgue sont calcinés. Il faut attendre 2022 pour que l'église ait un nouvel orgue.
L'église est inscrite au titre des monuments historiques par arrêté du 28 octobre 1980.

## Description

### Les vitraux

#### Vitraux de Maréchal
Jusqu'au bombardement du 19 novembre 1944, l'église possédait dans le chœur des vitraux de Charles-Laurent Maréchal (1801-1887), influencé par Delacroix et le romantisme :
- Saint Grégoire-le-Grand et Saint Augustin.
- Saint Jean et Saint Luc.
- Le Christ et la Sainte Vierge.
- Saint Mathieu et Saint Marc.
- Saint Jérôme et Saint Ambroise.

#### Vitraux de Hilaire
Les nouveaux vitraux ont été réalisés dans les années 1950 par Camille Hilaire et représentent :

##### Collatéral gauche
- Le repas du dimanche, la Cène et la Pénitence.
- La présentation de Marie (1956).

##### Chœur
- Augustin Schoeffler et Saint Clement.
- Sainte Brigide et Saint Vincent.
- Le Sacré-Coeur de Jésus et le Coeur Immaculé de Marie.
- Saint Étienne et Sainte Barbe.
- Saint Nicolas et Jean-Martin Moyë.

##### Collatéral droit
- La pêche miraculeuse.

### L'orgue
À la suite d'un incendie le 14 avril 1973, un orgue de douze jeux, construit par le facteur Meyer en 1965, est déplacé dans le transept gauche. Il est détruit par un autre incendie en 2018, et remplacé par un nouvel orgue de douze jeux, construit par la manufacture Koenig à partir de 2020 et inauguré le 19 novembre 2022.

#### L'orgue Meyer (1965)
L'orgue est composé de deux claviers de 56 notes et d'un pédalier de 30 notes, dont les registres sont : 

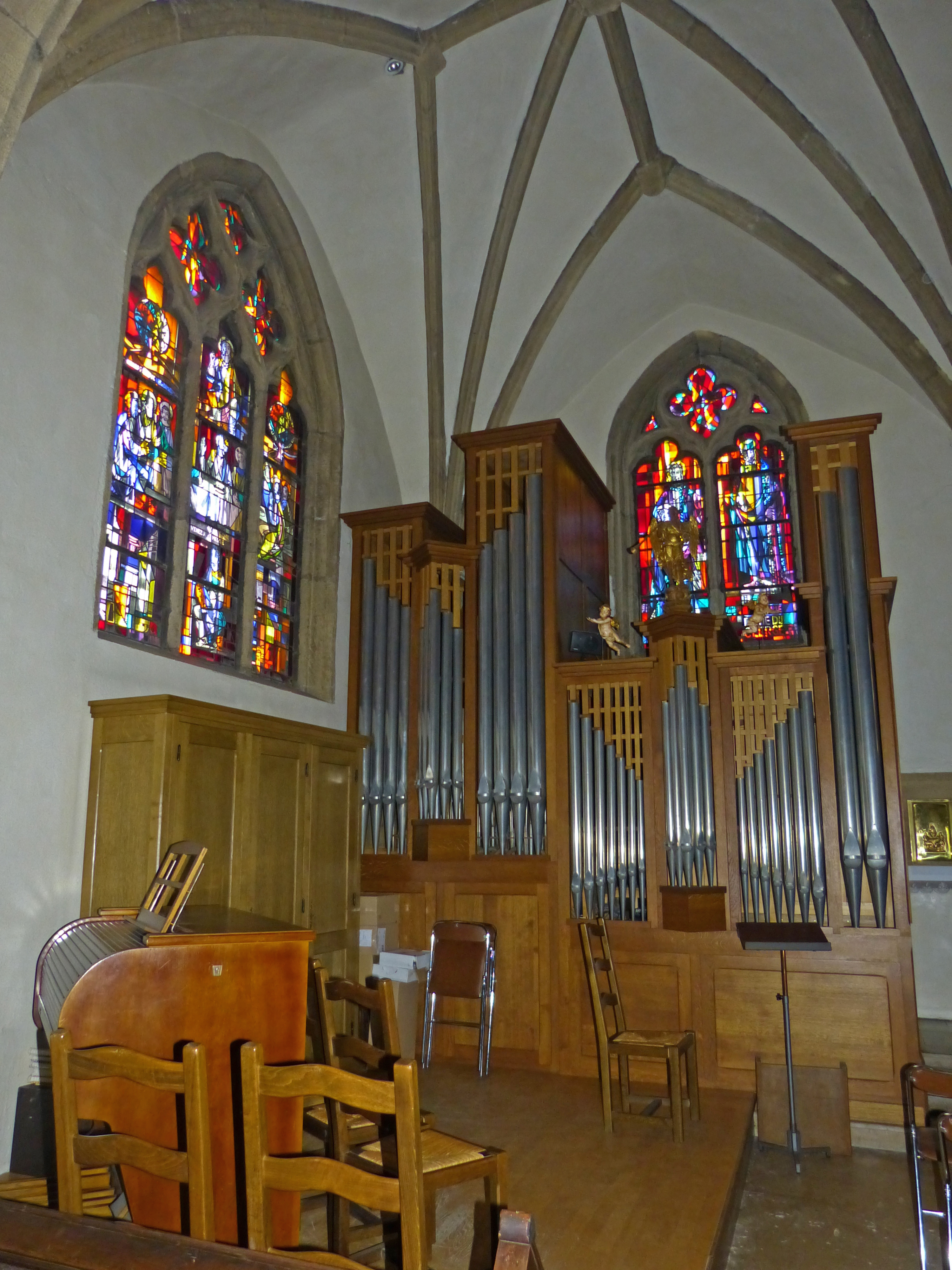
L'orgue Meyer

|  | - Montre 8 - Flûte 8 - Prestant 4 - Plein-jeu III rgs - Trompette 8 | - Cor de nuit 8 - Flûte 4 - Nazard 2 2/3 - Salicet 2 - Tierce 1 3/5 - Soubasse 16 - Basse 8 |

Sur le dessus du buffet figurent des sculptures : deux angelots encadrant l'ange de l'Apocalypse qui appelle les élus par un instrument à vent. L'ange est en bois polychrome, de style baroque (époque Louis XIII). Posé au départ sur une chaire, il a été offert à l'église par l'abbé Grostéfan, curé de la paroisse de 1992 à 2004.

##### Grand-orgue

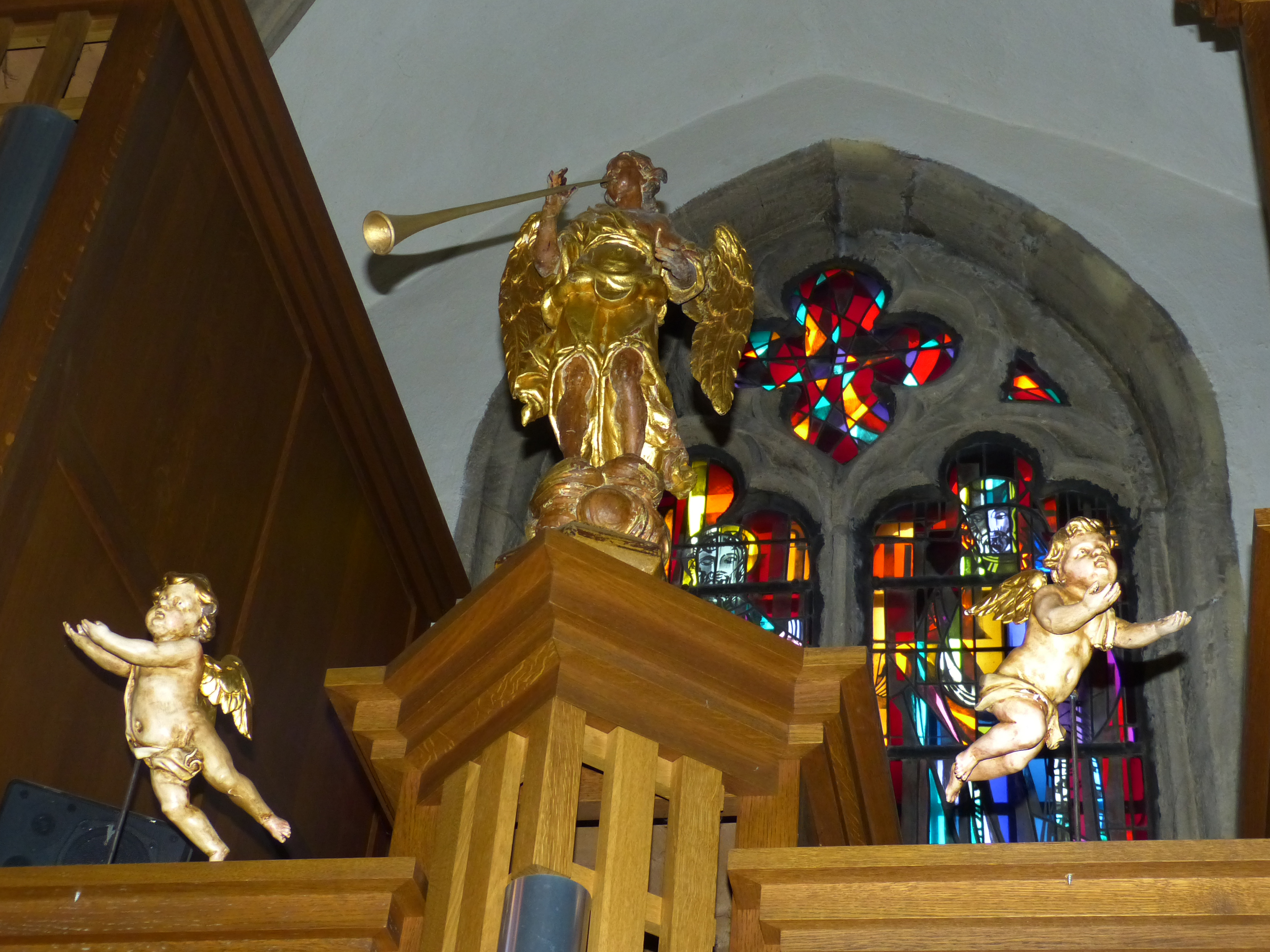
Les sculptures du buffet

#### L'orgue Koenig (2020)
L'orgue est composé de deux claviers de 56 notes et d'un pédalier de 30 notes, dont les registres sont :

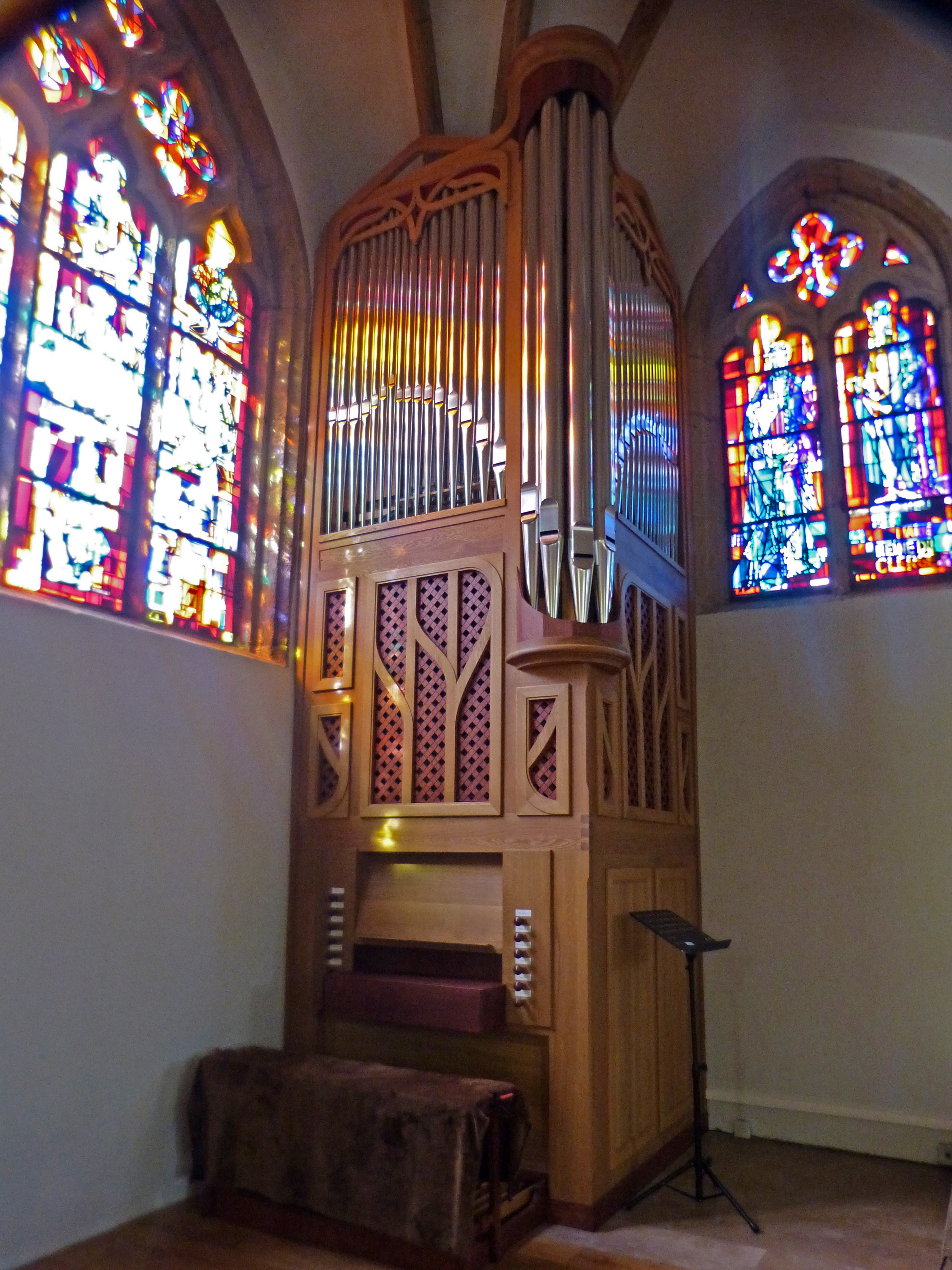
L'orgue Koenig

|  | - Montre 8 - Bourdon 8 - Flûte 8 - Prestant 4 - Doublette 2 - Plein-jeu IV | - Bourdon 8 - Salicional 8 - Flûte allemande 4 - Flûte 2 - Sesquialtera II - Soubasse 16 |